# X-связанный ихтиоз
X-связанный ихтиоз (X-сцепленный ихтиоз) — X-сцепленное рецессивное кожное заболевание, вызываемое врождённой недостаточностью стероидной сульфатазы, фермента, преобразующего стероиды в активную форму. Дефект гена STS, кодирующего сульфатазу, отмечается примерно у 1 из 2000-6000 мужчин. На коже пациентов появляются сухие огрубевающие участки вследствие избыточного накопления сульфированных стероидов, в первую очередь холестеролсульфата.

## Наследование
Как любое другое Х-сцепленное рецессивное заболевание, X-сцепленный ихтиоз наследуется следующим образом.
Женщина-носитель при каждой беременности имеют 25%-ную вероятность родить здоровую дочь-носителя (как она сама), 25%-ю вероятность родить здоровую дочь без носительства мутантного гена, 25%-ю вероятность родить больного сына и 25%-ную вероятность родить здорового сына. Это также означает, что каждая дочь имеет 50 % шанс стать носителем, а каждый сын имеет 50 % вероятность наличия заболевания.
|  |  |